# Mihai Marinescu (Rennfahrer)
Mihai Marinescu (* 25. Januar 1989 in Brașov) ist ein rumänischer Automobilrennfahrer. Er trat von 2010 bis 2012 in der Formel 2 an. 2013 startete er in der Formel Renault 3.5.

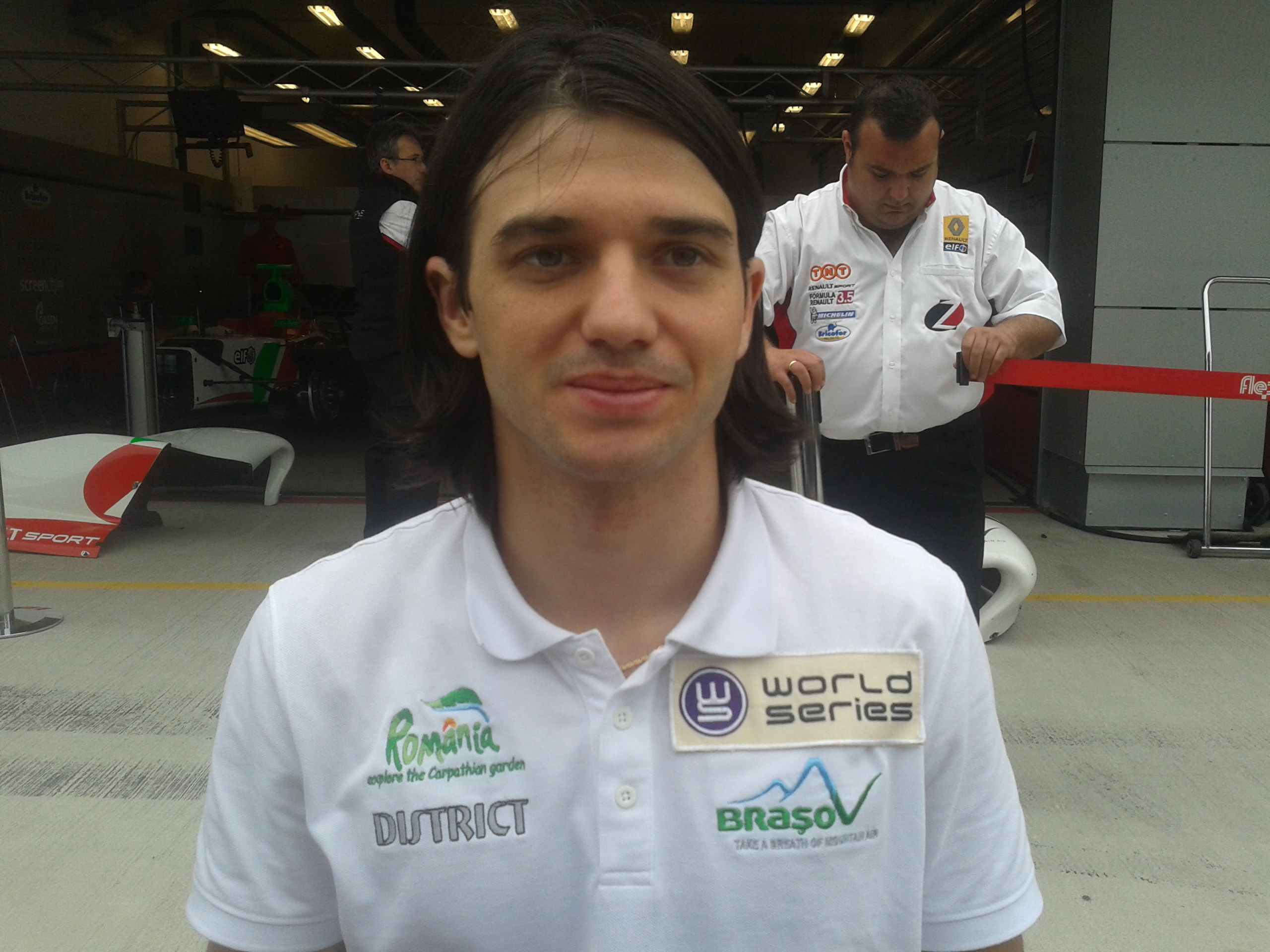
Mihai Marinescu (2013)

## Karriere
Nachdem er einige Jahre im Kartsport aktiv gewesen war, gab er 2005 sein Debüt im Formelsport. Er startete sowohl in der belgischen Formel Renault 1.6, in der er den dritten Gesamtrang belegte, als auch in der italienischen Formel Junior 1600, in der er hinter Pasquale Di Sabatino den Vizemeistertitel gewann. Außerdem nahm er an vier Rennen des Formel Renault 2.0 Eurocups teil. Nach der Saison nahm er an der Winterserie der italienischen Formel Renault teil und wurde Neunter. 2006 bestritt Marinescu erneut die komplette Saison zweier Rennserien. Er wurde Sechster der nordeuropäischen und Elfter der italienischen Formel Renault. Außerdem trat er zu drei Rennen der französischen Formel Renault an. 2007 verbesserte sich Marinescu auf den fünften Platz in der italienischen Formel Renault und wurde darüber hinaus Elfter im Formel Renault 2.0 Eurocup. Außerdem nahm er an je zwei Rennen der britischen Formel-3-Meisterschaft (nationale Klasse als Gaststarter) und der FIA GT3-Europameisterschaft teil.
2008 lag das Hauptaugenmerk von Marinescu auf der europäischen Formel BMW, in der er am Saisonende den elften Platz in der Meisterschaft belegte. Darüber hinaus startete er bei Rennen der amerikanischen und pazifischen Formel BMW als Gaststarter sowie in der internationalen Formel Master. 2009 erhielt Marinescu kein Cockpit für eine gesamte Saison und startete für zwei Teams bei 11 von 17 Rennen der Saison 2009 der Formel Renault 3.5. Er erzielte keine Punkte und belegte am Saisonende den 30. Gesamtrang.
2010 wechselte Marinescu in die FIA-Formel-2-Meisterschaft und belegte am Saisonende den elften Gesamtrang. 2011 absolvierte er seine zweite Formel-2-Saison. Mit einem Sieg schloss er die Saison auf dem fünften Platz im Gesamtklassement ab. Nach der Saison nahm er für Rapax am GP2 Final 2011 teil und wurde 24. 2012 bestritt Marinescu seine dritte Formel-2-Saison. Er gewann zwei Rennen und erreichte ein weiteres Mal den fünften Platz in der Fahrerwertung.
2013 kehrte Marinescu in die Formel Renault 3.5 zurück. Er erhielt ein Cockpit beim neuen Rennstall Zeta Corse. Nachdem er bereits beim dritten Rennwochenende pausiert hatte, verlor er sein Cockpit nach dem fünften Rennwochenende endgültig. Ein achter Platz war sein bestes Ergebnis. Er wurde 25. im Gesamtklassement. Darüber hinaus absolvierte er zwei Gaststarts in der Eurocup Mégane Trophy, einer Tourenwagenserie.

## Karrierestationen
| - 2005: Italienische Formel Junior (Platz 2) - 2005: Belgische Formel Renault 1.6 (Platz 3) - 2005: Formel Renault 2.0 Eurocup (Platz 47) - 2005: Italienische Formel Renault, Winterserie (Platz 9) - 2006: Nordeuropäische Formel Renault (Platz 6) - 2006: Italienische Formel Renault (Platz 11) | - 2006: Französische Formel Renault - 2007: Italienische Formel Renault (Platz 5) - 2007: Formel Renault 2.0 Eurocup (Platz 11) - 2007: FIA-GT3-Europameisterschaft - 2008: Europäische Formel BMW (Platz 11) - 2008: Internationale Formel Master (Platz 22) | - 2009: Formel Renault 3.5 (Platz 30) - 2010: Formel 2 (Platz 11) - 2011: Formel 2 (Platz 5) - 2012: Formel 2 (Platz 5) - 2013: Formel Renault 3.5 (Platz 25) |